# Liste der Biografien/Haru
Liste der Biografien |
Portal Biografien |
Personensuche
# |
A |
B |
C |
D |
E |
F |
G |
H |
I |
J |
K |
L |
M |
N |
O |
P |
Q |
R |
S |
T |
U |
V |
W |
X |
Y |
Z |
?
 
Ha |
Hd |
He |
Hi |
Hj |
Hk |
Hl |
Hm |
Hn |
Ho |
Hr |
Hs |
Ht |
Hu |
Hv |
Hw |
Hy
 
Haa |
Hab |
Hac |
Had |
Hae–Haf |
Hag |
Hah |
Hai |
Haj |
Hak |
Hal |
Ham |
Han |
Hao |
Hap |
Haq |
Har |
Has |
Hat |
Hau |
Hav |
Haw |
Hax |
Hay |
Haz
 
Hara |
Harb |
Harc |
Hard |
Hare |
Harf |
Harg |
Harh |
Hari |
Harj |
Hark |
Harl |
Harm |
Harn |
Haro |
Harp |
Harr |
Hars |
Hart |
Haru |
Harv |
Harw |
Harx |
Hary |
Harz
Die Liste der Biografien führt alle Personen auf, die in der deutschsprachigen Wikipedia einen Artikel haben. Dieses ist eine Teilliste mit 51 Einträgen von Personen, deren Namen mit den Buchstaben „Haru“ beginnt.

## Haru

### Haruc
- Haruckern, Johann Georg (1664–1742), österreichischer Adliger, Offizier

### Harue
- Haruehun Airry (* 1986), thailändischer Fotograf

### Haruf
- Haruf, Kent (1943–2014), US-amerikanischer Schriftsteller

### Haruh
- Haruhata, Michiya (* 1966), japanischer Gitarrist, Komponist und Mitglied der Band Tube
- Haruhiko Kuroda (* 1944), japanischer Volkswirt, Leiter der japanischen Zentralbank
- Haruhisa Ishida (1936–2009), japanischer Physiker, Informatiker und Hochschullehrer

### Haruk
- Haruka (* 1988), japanische Singer-Songwriterin und Gitarristin
- Haruki, Nammei (1795–1878), japanischer Maler

### Harum
- Harum, Brigitte (1933–2020), österreichische Kinderbuchautorin, Übersetzerin, Dolmetscherin und Universitätslektorin
- Harum, Peter (1825–1875), österreichischer Rechtswissenschaftler und Hochschullehrer
- Harumafuji, Kōhei (* 1984), mongolischer Sumōringer

### Harun
- Harun († 904), Herrscher der Tuluniden in Ägypten
- Hārūn ar-Raschīd († 809), Kalif der AbbasidenHārūn ar-Raschīd († 809)

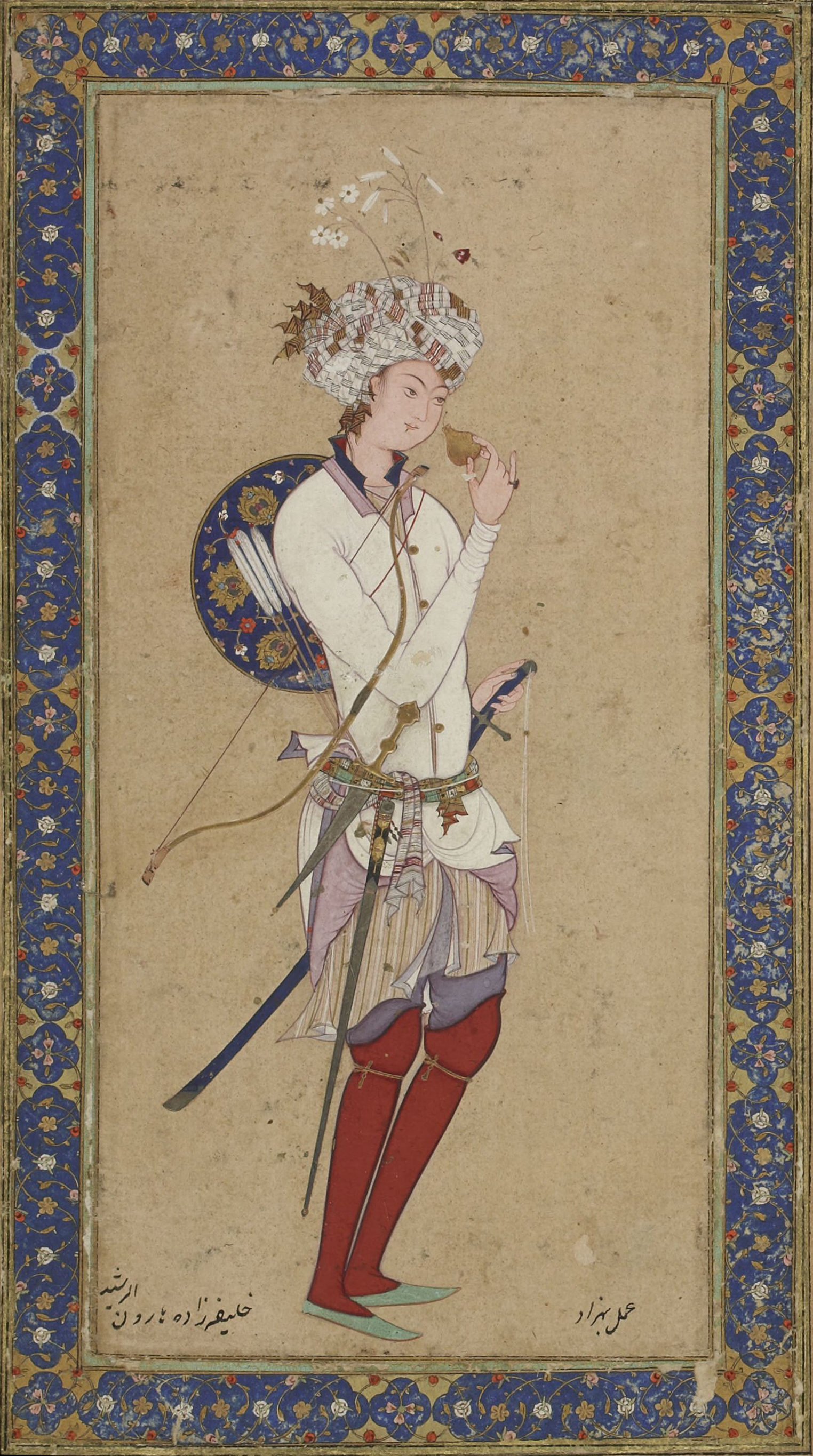
Hārūn ar-Raschīd († 809)

- Hārūn ibn Habīb, Bewohner der Stadt Ilbīra, gegen den ein Blasphemieprozess geführt wurde
- Harun, Ahmad, sudanesischer Politiker
- Harun, Ales (1887–1920), belarussischer Lyriker
- Harun, Hariss (* 1990), singapurischer Fußballspieler
- Harun, Helmut (1914–1981), deutscher Schriftsteller, Hörspielautor- und regisseur, Drehbuchautor, Synchronregisseur und Dialogbuchautor
- Harun, Makda (* 1988), äthiopische Marathonläuferin
- Harun, Mohammed Mahjub, sudanesischer Politologe, Journalist, Hochschullehrer, Persönlichkeit des Islam
- Harun-el-Raschid-Hintersatz, Wilhelm (1886–1963), deutscher Offizier und SS-Standartenführer
- Haruna, Lukman (* 1990), nigerianischer Fußballspieler
- Haruna, Masahito (* 1973), japanischer Eishockeytorwart
- Haruna, Ryūsei (* 2004), japanischer Fußballspieler
- Haruna-Oelker, Hadija (* 1980), deutsche Politologin, Moderatorin, Journalistin und Autorin
- Haruni, Shaqir (* 1999), albanischer Fußballspieler

### Haruo
- Haruo, Terunofuji (* 1991), mongolischer Sumōringer in der japanischen Makuuchi-DivisionTerunofuji Haruo (* 1991)

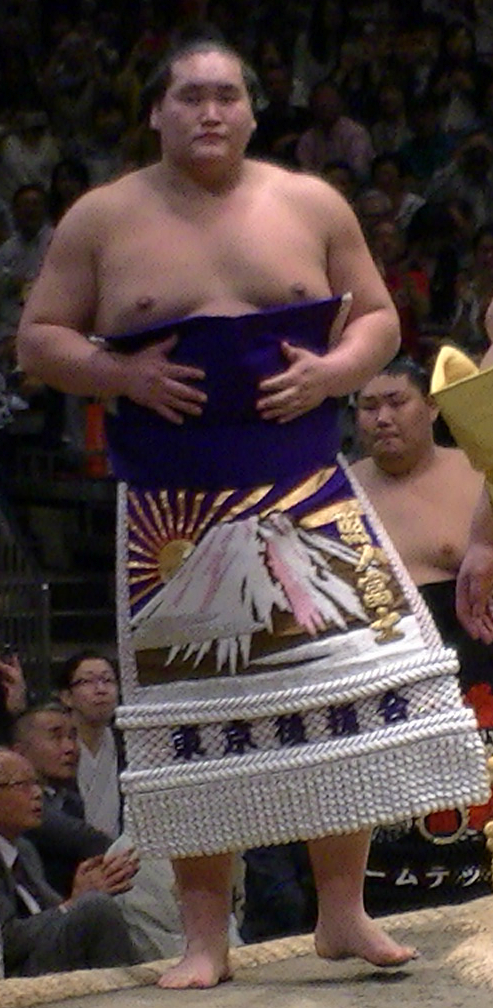
Terunofuji Haruo (* 1991)

### Harup
- Harup, Karen (1924–2009), dänische Schwimmerin

### Harus
- Harush, Yaron Ben (* 1995), israelischer Schauspieler
- Harusono, Shō, japanische Mangaka

### Harut
- Haruta, Masatake (1947–2022), japanischer Chemiker
- Haruta, Nana (* 1985), japanische Mangaka
- Haruth († 829), achter Bischof von Verden
- Harutiunian, Artem (* 1990), deutscher Boxer
- Harutjunjan, Arajik (* 1973), armenischer Politiker und Premierminister der Republik ArzachArajik Harutjunjan (* 1973)

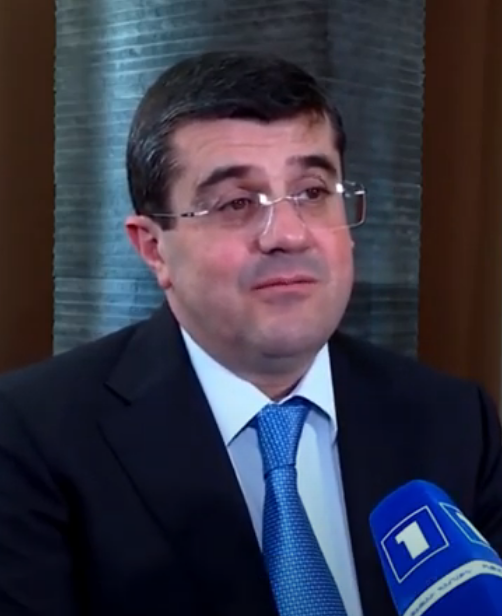
Arajik Harutjunjan (* 1973)

- Harutjunjan, Armen (* 1964), armenischer Jurist und Richter am Europäischen Gerichtshof für Menschenrechte
- Harutjunjan, Arsen (* 1968), armenischer Skirennläufer
- Harutjunjan, Arsen (* 1999), armenischer Ringer
- Harutjunjan, Chosrow (* 1948), armenischer Politiker, Premierminister, Parlamentspräsident
- Harutjunjan, Gagik (* 1948), armenischer Premierminister
- Harutjunjan, Georgi (* 2004), armenisch-russischer Fußballspieler
- Harutjunjan, Harutjun (* 2000), armenischer Skirennläufer
- Harutjunjan, Kristine (* 1991), armenische Leichtathletin
- Harutjunjan, Lilit (* 1993), armenische Leichtathletin
- Harutjunjan, Mihran (* 1989), russischer und armenischer Ringer
- Harutjunjan, Rafael (* 1957), armenischer Eiskunstlauftrainer
- Harutjunjan, Wagharschak (* 1956), armenischer Generalleutnant, Verteidigungsminister, Botschafter
- Harutünjan, Ardasches (1873–1915), armenischer Schriftsteller, Literaturkritiker, Übersetzer
- Harutunjan, Mikael (* 1946), armenischer Generaloberst, Verteidigungsminister der Republik Armenien

### Haruy
- Haruyama, Misaki (* 2001), japanischer Fußballspieler
- Haruyama, Yasuo (1906–1987), japanischer Fußballspieler